# Jästutredningen
Jästutredningen (Jo 1973:02) var en svensk statlig utredning som tillsattes av regeringen Palme I 1973. Utredningens uppgift var att presentera alternativ för hur Sveriges försörjning av bagerijäst skulle kunna tryggas ur beredskapssynpunkt. Den presenterade sitt betänkande Den framtida försörjningen med jäst (Ds Jo 1974:9) i september 1974.

## Bakgrund
I slutet av 1950-talet fanns det i Sverige fyra fabriker som tillverkade bagerijäst. Dessa var belägna i Rotebro, Mölndal, Nässjö och Tomelilla. Under 1960-talet stängdes fabrikerna i Nässjö och Tomelilla. De två kvarvarande fabrikerna tillhörde båda Jästbolaget, då en del av Prippbolagen (Pribo).

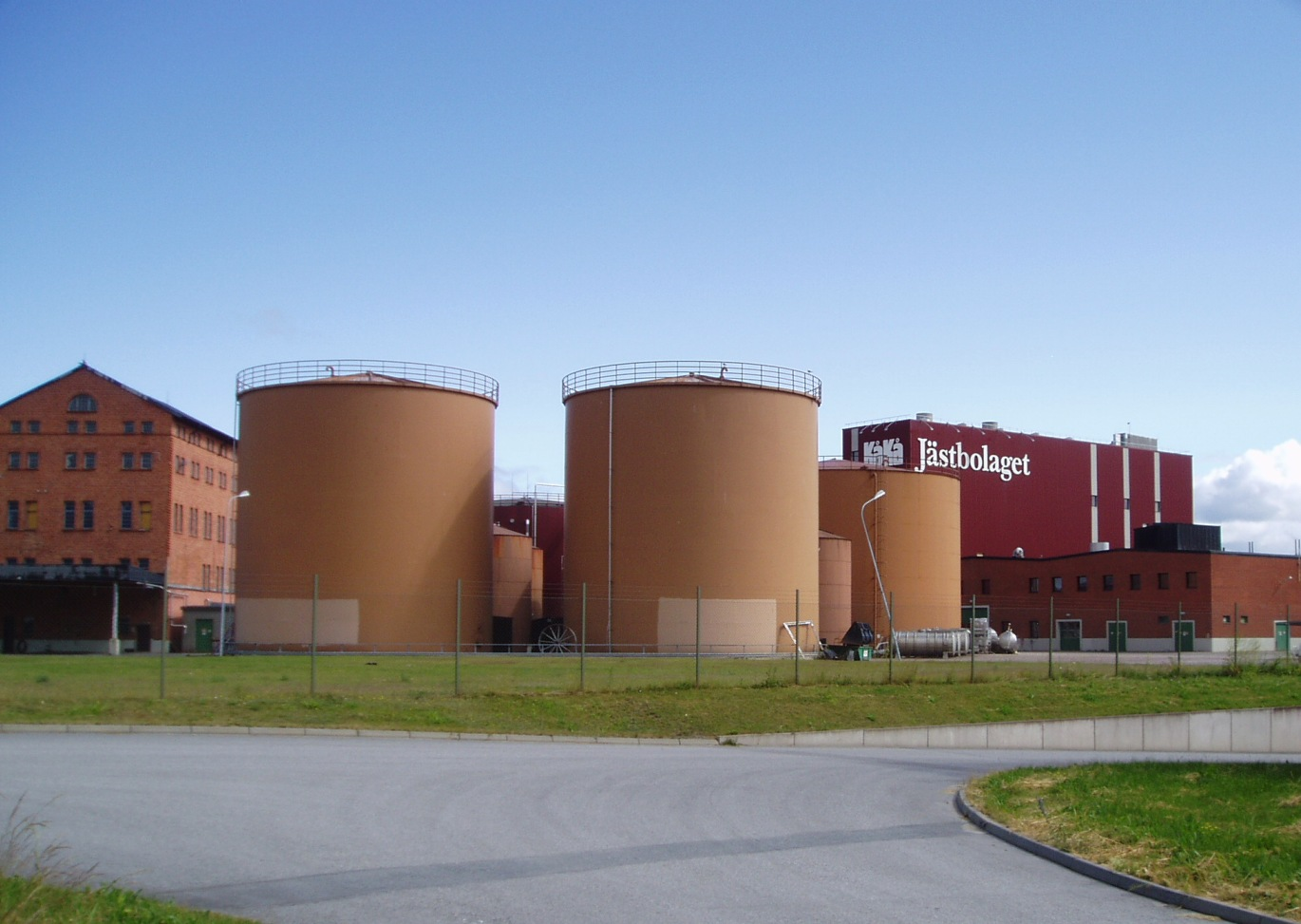
Jästbolagets fabrik i Rotebro, 2009.

I en skrivelse till Jordbruksdepartementet lät Pribo meddela att man hade beslutat att lägga ner fabriken i Mölndal i april 1973 och man övervägde att också lägga ner fabriken i Rotebro. Sverige skulle i så fall vara helt beroende av import av bagerijäst. Regeringen tillsatte därför i januari 1973 en utredning för att undersöka alternativen för att Sverige skulle kunna vara självförsörjande av jäst i händelse av att landet skulle bli avskuret från omvärlden.

## Utredningens sammansättning
Utredningen var organiserad som en kommitté med tre ledamöter:
- Bertil Olsson, ordförande, tidigare generaldirektör för Arbetsmarknadsstyrelsen samt ordförande för Statsföretag AB,[1]
- Ivar Bull-Simonsen, sakkunnig, verkställande direktör för Jästbolaget[4],
- Bo S. Hedström, sakkunnig, departementsråd.[1]

Bull-Simonsen avgick som vd för Jästbolaget innan utredningen var färdigställd.

## Förslag och genomförande
Under utredningens gång meddelade ett konsortium bestående av Statsföretag, KF-ägda Juvel, Lantmännen-ägda Kungsörnen och Bageriförbundet att man kunde tänka sig att ta över driften av fabriken i Rotebro. Ett villkor var att det infördes skyddstullar på jäst. Något som uppmärksammades i Dagens Nyheter var att såväl vd för Jästbolaget som ordförande för ett av företagen i konsortiet fanns representerade i utredningen.
Utredningen övervägde tre olika alternativ för att trygga försörjningsberedskapen. Det första alternativet var att bygga upp beredskapslager av torrjäst som skulle räcka för landets behov. Det andra alternativet var att bygga en reservanläggning, lämpligen i anslutning till ett bryggeri, som kunde tas i drift vid behov. Ett mindre lager av torrjäst skulle också krävas för att klara av uppstartsperioden. Det tredje alternativet var att undvika en nedläggning av fabriken i Rotebro genom att staten gick in med de åtgärder som konsortiet hade satt upp som villkor för affären. Detta tredje alternativ såg utredningen som det mest fördelaktiga.
Regeringen lade 27 februari 1975 fram proposition 1975:53 med i princip de förslag som konsortiet och utredningen hade förordat. Tullarna på pressjäst höjdes till 60 kronor per 100 kg och Statsföretag beviljades ett amorteringsfritt lån för sin del av köpesumman.